# Ieuan Wyn Jones
Ieuan Wyn Jones est un homme politique gallois né le 22 mai 1949 à Denbigh, membre du parti Plaid Cymru qu'il dirige de 2000 à 2012.

## Biographie
Après deux échecs à Denbigh en octobre 1974 et 1979, il est élu député à la Chambre des communes pour la circonscription d'Ynys Môn lors des élections de 1987.
Il est systématiquement réélu jusqu'en 2001, date à laquelle il décide de ne pas se représenter au Parlement pour se concentrer sur son siège à l'Assemblée nationale du pays de Galles, où il a été élu député de la circonscription d'Ynys Môn lors des premières élections galloises de 1999. Réélu lors des trois élections suivantes, il occupe également les postes de vice-premier ministre et ministre de l'Économie et des Transports au sein du gouvernement gallois de 2007 à 2011.
Il démissionne de sa charge de député en juin 2013 pour diriger le Menai Science Park. Rhun ap Iorwerth, également membre de Plaid Cymru, remporte l'élection partielle qui est organisée pour lui succéder.